# Morris Swadesh
Morris Swadesh (Holyoke, 22 gennaio 1909 – Città del Messico, 20 luglio 1967) è stato un linguista statunitense.

## Biografia
Nato nel Massachusetts da genitori ebrei provenienti dalla Bessarabia, si laureò all'Università di Chicago, dove ebbe come insegnante Edward Sapir, poi ottenne un Ph.D. all'Università di Yale nel 1933. Dal 1937 al 1939 insegnò linguistica all'Università del Wisconsin e durante la II guerra mondiale lavorò nell'ufficio servizi strategici dell'Esercito americano. Dopo la guerra diventò professore al City College of New York, ma nel 1949 venne licenziato in quanto aderente al partito comunista. Per il resto della sua vita insegnò in vari college e università del Canada e del Messico.
Swadesh aveva un particolare interesse per le lingue amerinde e fece vaste ed approfondite ricerche sul campo in tutto il Nordamerica. È stato uno dei pionieri della glottocronologia e della statistica lessicale, ed è noto per aver compilato la lista di Swadesh, una serie di parole che esprimono concetti basilari che si ritiene essere presenti in tutte le culture, e quindi utili per la linguistica comparata.
Swadesh credeva che con le sue tecniche fosse possibile scoprire profonde relazioni tra lingue apparentemente del tutto diverse, permettendo così l'identificazione di grandi gruppi linguistici e forse anche di risalire alla lingua primigenia. Alcune sue idee furono però successivamente contestate da diversi linguisti.

## Pubblicazioni
Selezione delle principali pubblicazioni:
- The Expression of the Ending-Point Relation in English, French, and German, Linguistic Society of America (1932)
- The Internal Economy of the Nootka Word, Ph.D. thesis, Yale University (1933)
- The Phonemic Principle (1934)
- A Method for Phonetic Accuracy and Speed, American Anthropologist (1937)
- Nootka Texts. Tales and Ethnologic Narratives (con Edward Sapir), Linguistic Society of America, Philadelphia (1939)
- Orientaciones Lingüísticas para Maestros en Zonas Indígenas, Mexico City (1940)
- La Nueva Filología, Biblioteca del Maestro No. 4, Mexico City (1941)
- How to Pick up a Foreign Language, Office of Strategic Services, Washington D.C. (1944)
- Talking Russian Before you know it, Holt, New York (1945)
- The Words you Need in Burmese, Office of Strategic Services, Washington D.C. (1945)
- Chinese in your Pocket, Holt, New York (1948)
- Basic Vocabulary of Glottochronology, Denver (1951)
- Lexicostatistic dating of prehistoric ethnic contacts, American Philosophical Society (1952)
- Juegos para Aprender Castellano, Instituto Indigenista Interamericano, Mexico City (1956)
- Indian Linguistic Groups of México, Escuela Nacional de Antropología e Historia (1959)
- Materiales para un Diccionario Comparativo de las Lenguas Amerindias, Mexico City (1959-60)
- Yana Dictionary (con Edward Sapir), University of California at Berkeley (1960)
- Estudios sobre Lengua y Cultura, Acta Antropológica, Mexico City (1962)
- Diccionario de Elementos de la Lengua Maya, UNAM, Mexico City (1965-68)
- El lenguaje y la vida humana, Mexico City (1966)
- The Origin and Diversification of Language, Aldine, Chicago (1971)[3]